# Camponotus hellmichi
Camponotus hellmichi är en myrart som beskrevs av Menozzi 1935. Camponotus hellmichi ingår i släktet hästmyror, och familjen myror. Inga underarter finns listade.